# Håbo kontrakt
Håbo kontrakt var ett kontrakt inom Svenska kyrkan i Uppsala stift. Det upphörde 31 december 1961, då kontraktets församlingar övergick i Lagunda kontrakt

## Administrativ historik
Kontraktet omfattade
- Bro församling
- Håbo-Tibble församling
- Låssa församling
- Håtuna församling
- Övergrans församling
- Yttergrans församling
- Kalmar församling
- Skoklosters församling
- Häggeby församling
- Stockholms-Näs församling
- Västra Ryds församling